# Stensjön (Eds socken, Ångermanland)
Stensjön är en sjö i Sollefteå kommun i Ångermanland och ingår i Ångermanälvens huvudavrinningsområde. Sjön har en area på 0,284 kvadratkilometer och ligger 238 meter över havet.

## Delavrinningsområde
Stensjön ingår i det delavrinningsområde (702581-157772) som SMHI kallar för Utloppet av Stensjön. Medelhöjden är 262 meter över havet och ytan är 1,94 kvadratkilometer. Det finns inga avrinningsområden uppströms utan avrinningsområdet är högsta punkten. Vattendraget som avvattnar avrinningsområdet har biflödesordning 5, vilket innebär att vattnet flödar genom totalt 5 vattendrag innan det når havet efter 49 kilometer. Avrinningsområdet består mestadels av skog (64 procent). Avrinningsområdet har 0,29 kvadratkilometer vattenytor vilket ger det en sjöprocent på 14,6 procent.